# Kuzbass Kemerowo
Kuzbass Kemerowo (ros. Футбольный клуб «Кузбасс» Кемерово, Futbolnyj Kłub "Kuzbass" Kiemierowo) – rosyjski klub piłkarski z siedzibą w Kemerowie.

## Historia
Chronologia nazw:
- 1946: Azot Kemerowo (ros. «Азот» Кемерово)
- 1948—1949: Chimik Kemerowo (ros. «Химик» Кемерово)
- 1957—1958: Szachtior Kemerowo (ros. «Шахтëр» Кемерово)
- 1958—1965: Chimik Kemerowo (ros. «Химик» Кемерово)
- 1966—2000: Kuzbass Kemerowo (ros. «Кузбасс» Кемерово)
- 2001—2007: Kuzbass-Dinamo Kemerowo (ros. «Кузбасс-Динамо» Кемерово)
- 2008—...: Kuzbass Kemerowo (ros. «Кузбасс» Кемерово)

Piłkarska drużyna Azot została założona w 1946 w mieście Kemerowo.
W tym że roku zespół debiutował w Trzeciej Grupie, podgrupie Syberyjskiej Mistrzostw ZSRR, w której zajął ostatnie 8 miejsce.
W 1948 już jako Chimik Kemerowo startował w Drugiej Grupie, podgrupie 2, w której występował dwa sezony.
Następne podejście nastąpiło dopiero w 1957, kiedy to Szachtior Kemerowo startował w Klasie B, grupie Dalekowschodniej.
Po reformie systemu lig ZSRR w 1963 klub okazał się w niższej Klasie B, grupie 5.
Od 1966 klub z nową nazwą Kuzbass Kemerowo występował w Pierwszej Lidze, w której występował do 1990, z wyjątkiem 1970, 1972 i 1982 kiedy to zmagał się w niższej lidze.
Sezon 1991 klub rozpoczął również w Drugiej Lidze.
W Mistrzostwach Rosji klub startował w Pierwszej Lidze, grupie Wschodniej, w której występował dwa sezony, a od 1994 występował w Drugiej Lidze.
W 2001 klub zmienił nazwę na Kuzbass-Dinamo Kemerowo.
W 2002 klub zajął 8 miejsce w Drugiej Dywizji, grupie Wschodniej, jednak nie przystąpił do rozgrywek w następnym sezonie. Dopiero od 2005 ponownie występował w Drugiej Dywizji, grupie Wschodniej.
W 2007 klub zrezygnował z dalszych rozgrywek i został rozwiązany. Jego miejsce zajął nowo powstały klub o nazwie Kuzbass Kemerowo, który od 2008 kontynuował występy w Drugiej Dywizji, grupie Wschodniej.

## Sukcesy
- 2 miejsce w Drugiej Grupie A ZSRR: 1968, 1969
- 1/8 finału w Pucharze ZSRR: 1967, 1968,1988
- 6 miejsce w Rosyjskiej Pierwszej Dywizji: 1993
- 1/32 finału w Pucharze Rosji: 1997

## Inne
- Dinamo Kemerowo